# Лохэ (приток Вэйхэ)
Лохэ́ (кит. упр. 洛河, пиньинь Luò Hé) — река в китайской провинции Шэньси, второй по величине приток реки Вэйхэ. Длина — 680 км, площадь бассейна — 26 900 км².

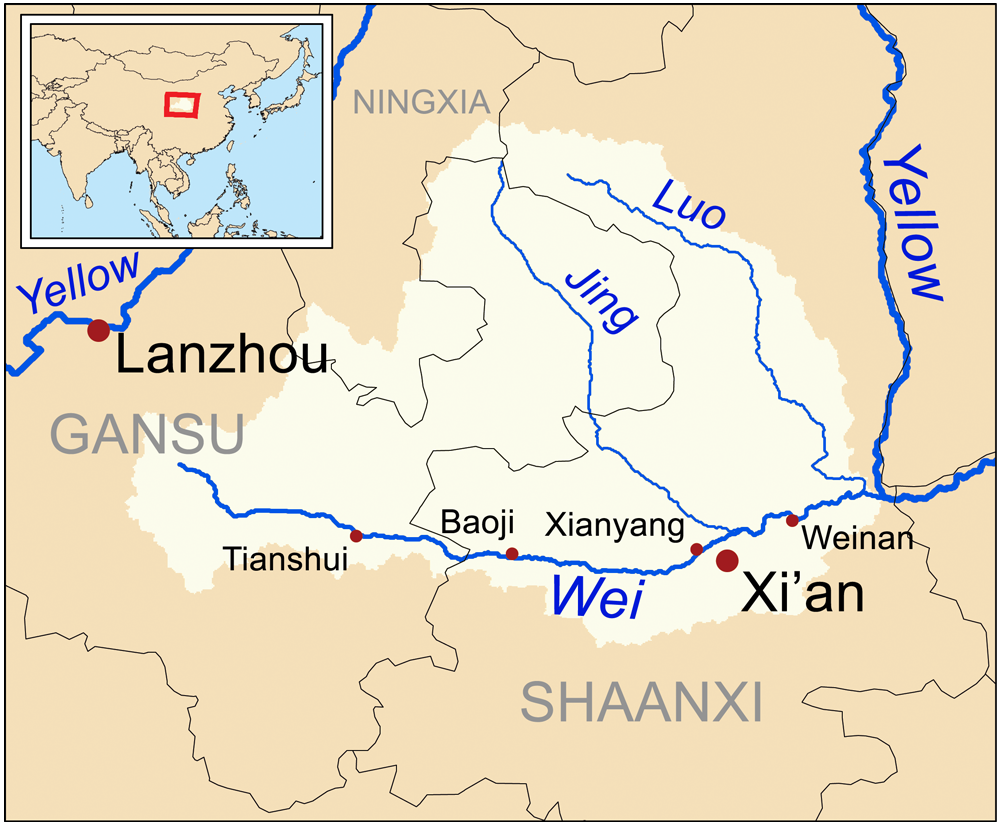
Бассейн Вэйхэ

Река берёт своё начало в уезде Динбянь городского округа Юйлинь, течёт через Лёссовое плато, и, в уезде Дали городского округа Вэйнань, впадает в Вэйхэ.
В период Сражающихся царств (V—III века до н. э.) за земли между рекой Лохэ и рекой Хуанхэ шла ожесточённая борьба между царствами Цинь и Вэй.